# Officyna Liberałów
Oficyna Konserwatystów & Liberałów – polskie wydawnictwo, założone w 1978 (początkowo publikujące w drugim obiegu). Wydawca książek o tematyce społeczno-politycznej oraz tygodnika Najwyższy CZAS! (od 1990).